# Соликамский муниципальный округ
Солика́мский муниципальный округ — муниципальное образование в Пермском крае России. Административный центр — город Соликамск.
Располагается в границах двух административно-территориальных единиц: город краевого значения Соликамск и Соликамский район.

## История
В 2006 году было образовано муниципальное образование «Город Соликамск» со статусом городского округа, в который вошёл единственный населённый пункт — город Соликамск.
К 1 января 2019 года соседний Соликамский муниципальный район и все входившие в него поселения были упразднены и объединены с городским округом в новое единое муниципальное образование — Соликамский городской округ. При этом Соликамский район как административно-территориальная единица края сохранила свой статус.
С 1 января 2025 года городской округ был преобразован в Соликамский муниципальный округ.

## Население
| 2019    | 2020     | 2021     | 2023     | 2025    |
| ------- | -------- | -------- | -------- | ------- |
| 109 137 | ↘108 513 | ↘101 558 | ↘100 732 | ↘99 400 |

### Урбанизация
Городское население (город Соликамск) составляет 88,27 % населения округа.

## Органы местного самоуправления
Структуру органов местного самоуправления Соликамского муниципального округа составляют:
- глава Соликамского муниципального округа — глава администрации Соликамского муниципального округа;
- дума Соликамского муниципального округа — представительный орган муниципального образования;
- администрация Соликамского муниципального округа — исполнительно-распорядительный орган муниципального образования;
- контрольно-счётная палата Соликамского муниципального округа — контрольно-счетный орган муниципального образования.

### Административное деление
- город краевого значения Соликамск;
- Касибско-Басимский территориальный сектор (п. Басим);
- Тохтуевский территориальный сектор (с. Тохтуева);
- Краснобережский территориальный сектор (п. Красный Берег);
- Половодовский территориальный сектор (с. Половодово);
- Родниковский территориальный сектор (с. Родники);
- Тюлькинский территориальный сектор (п. Тюлькино).

### Главы округа
- Самоуков, Евгений Николаевич (27 февраля 2021 — 24 апреля 2024)
- Матвеев Сергей Витальевич (24 апреля — 25 июня 2024, и. о.)
- Русанов Александр Анатольевич (с 25 июня 2024, и. о.)

## Населённые пункты
В Соликамский муниципальный округ входит 58 населённых пунктов: 1 город и 57 сельских населённых пунктов.
| №  | Населённый пункт    | Тип нп  | Население | бывшее муниципальное образование   |
| -- | ------------------- | ------- | --------- | ---------------------------------- |
| 1  | Соликамск           | город   | ↘87 745   | городской округ город Соликамск    |
| 2  | Бараново            | посёлок | 50        | Тюлькинское сельское поселение     |
| 3  | Басим               | посёлок | 461       | Басимское сельское поселение       |
| 4  | Белкина             | деревня | 4         | Касибское сельское поселение       |
| 5  | Верхнее Мошево      | село    | 168       | Тюлькинское сельское поселение     |
| 6  | Вильва              | деревня | 469       | Касибское сельское поселение       |
| 7  | Володино            | деревня | 13        | Родниковское сельское поселение    |
| 8  | Геологоразведка     | посёлок | 212       | Родниковское сельское поселение    |
| 9  | Городище            | село    | 898       | Половодовское сельское поселение   |
| 10 | Григорова           | деревня | 8         | Касибское сельское поселение       |
| 11 | Елькина             | деревня | 3         | Касибское сельское поселение       |
| 12 | Ёскина              | деревня | 39        | Тюлькинское сельское поселение     |
| 13 | Ефремы              | деревня | 2         | Касибское сельское поселение       |
| 14 | Жуланово            | село    | 412       | Тохтуевское сельское поселение     |
| 15 | Затон               | посёлок | 508       | Тюлькинское сельское поселение     |
| 16 | Зуева               | деревня | 2         | Касибское сельское поселение       |
| 17 | Касиб               | село    | 549       | Касибское сельское поселение       |
| 18 | Кокорино            | деревня | 4         | Тохтуевское сельское поселение     |
| 19 | Красный Берег       | посёлок | 2145      | Краснобережское сельское поселение |
| 20 | Крутики             | деревня | 1         | Басимское сельское поселение       |
| 21 | Кузнецова           | деревня | 24        | Тохтуевское сельское поселение     |
| 22 | Левина              | деревня | 36        | Тюлькинское сельское поселение     |
| 23 | Лобанова            | деревня | 29        | Половодовское сельское поселение   |
| 24 | Лога                | деревня | 63        | Половодовское сельское поселение   |
| 25 | Лызиб               | деревня | 82        | Касибское сельское поселение       |
| 26 | Малое Городище      | деревня | 30        | Половодовское сельское поселение   |
| 27 | Нижнее Мошево       | деревня | 0         | Тюлькинское сельское поселение     |
| 28 | Нижнее Мошево       | посёлок | 838       | Тюлькинское сельское поселение     |
| 29 | Нижний Склад        | посёлок | ↘19       | Касибское сельское поселение       |
| 30 | Никино              | деревня | 23        | Касибское сельское поселение       |
| 31 | Осокино             | село    | 127       | Половодовское сельское поселение   |
| 32 | Оськино             | деревня | 4         | Басимское сельское поселение       |
| 33 | Пегушино            | село    | 46        | Касибское сельское поселение       |
| 34 | Половодово          | село    | ↘1292     | Половодовское сельское поселение   |
| 35 | Попова-Останина     | деревня | 11        | Половодовское сельское поселение   |
| 36 | Профилакторий СМЗ   | посёлок | 8         | Половодовское сельское поселение   |
| 37 | Пузаны              | деревня | 2         | Касибское сельское поселение       |
| 38 | Пухирева            | деревня | 2         | Касибское сельское поселение       |
| 39 | Родники             | село    | ↘1419     | Родниковское сельское поселение    |
| 40 | Сёла                | деревня | 522       | Тохтуевское сельское поселение     |
| 41 | Сим                 | посёлок | 1209      | Краснобережское сельское поселение |
| 42 | Сорвино             | деревня | 13        | Касибское сельское поселение       |
| 43 | Тетерина            | деревня | 32        | Касибское сельское поселение       |
| 44 | Тетерино            | посёлок | 44        | Касибское сельское поселение       |
| 45 | Толстик             | деревня | 7         | Тюлькинское сельское поселение     |
| 46 | Тохтуева            | село    | ↘1274     | Тохтуевское сельское поселение     |
| 47 | Тренина             | деревня | 18        | Половодовское сельское поселение   |
| 48 | Тюлькино            | деревня | 55        | Тюлькинское сельское поселение     |
| 49 | Тюлькино            | посёлок | ↘1331     | Тюлькинское сельское поселение     |
| 50 | Ульва               | деревня | 1         | Басимское сельское поселение       |
| 51 | Уральские Самоцветы | посёлок | 36        | Половодовское сельское поселение   |
| 52 | Уролка              | село    | 120       | Басимское сельское поселение       |
| 53 | Усовский            | посёлок | 413       | Родниковское сельское поселение    |
| 54 | Усть-Вишера         | деревня | 9         | Тюлькинское сельское поселение     |
| 55 | Харюшина            | деревня | 50        | Половодовское сельское поселение   |
| 56 | Чашкина             | деревня | 23        | Родниковское сельское поселение    |
| 57 | Чёрное              | посёлок | ↗1056     | Половодовское сельское поселение   |
| 58 | Чертёж              | деревня | 86        | Тохтуевское сельское поселение     |

### Упразднённые населённые пункты
В 2021 году упразднён посёлок Усть-Сурмог.